# Мацушима (бронепалубен крайцер, 1890)
Мацушима (на японски: 松島) e бронепалубен крайцер на Императорските ВМС на Япония. Главен кораб на проекта крайцери „Мацушима“ създаден във Франция. Смята се за главен кораб на серията (макар крайцерът „Ицукушима“ да е заложен и спуснат на вода по-рано). Участва в Японо-китайската война и Руско-японската война.
Както и всички кораби в серията, крайцерът получава името си в чест на един от трите най-живописни пейзажа в Япония – групата острови Мацушима.

## Строителство на кораба
Вече след залагането на кораба е решено да се пренесе оръдието на главния калибър от носа в кърмата на кораба за осигуряване на по-добра мореходност. В резултат при съхранени основни размери е напълно изменено поставянето на средната и малокалибрената артилерия, погребите за боеприпаси, бордовите торпедни апарати и лодките. Новопоявилият се полубак осигурява по-добра мореходност на кораба, спрямо другите крайцери на серията.
След провеждането на приемните изпитания, на 5 април 1892 г. крайцерът е зачислен в състава на ВМС на Япония. От 23 юли до 19 октомври 1892 г. „Мацушима“ прави прехода към Япония, където влиза в състава на ескадрата на военноморската база Сасебо.

## История на службата

### Японо-китайска война
С началото на войната „Мацушима“, който е с току-що ремонтирани котли, спрямо другите кораби на своя тип, става флагмански кораб на командващия Обединения флот вицеадмирал Ито Сукеюки.
На 17 септември 1894 г. „Мацушима“ взема участие в Сражението при река Ялу. Крайцерът „Мацушима“ начело на колоната на главните сили на японския флот в началото води бой с броненосния крайцер „Пинюан“, поддържан от минния крайцер „Гуанбин“ и два миноносеца. Артилерийският дуел на двата кораба продължава няколко минути на дистанция от 6,5 до 1,5 кабелта. В хода на боя „Мацушима“ получава от „Пинюан“ попадение в левия борд на 259 mm снаряд, който пробива небронирания борд, поваля торпеден апарат и убива четирима души от разчета, минава през подшкиперската и се разбива без взрив в барбета на главното оръдие. На свой ред с огъня си „Мацушима“ успява да извади от строй единственото големокалибрено оръдие на „Пинюан“. Адмирал Ито, за да не се окаже между два огъня, прекратява боя с „Пинюан“, обръщайки последователно корабите на отряда си против подхождащите китайски броненосци „Динъюан“ и „Чженюан“ и крайцери.
Сражавайки се с броненосците, „Мацушима“ получава значителни повреди. В т.ч. два 305-mm снаряда на броненосеца „Чженюан“ вадят от строя главното оръдие. Вече към края на боя още два 305-mm снаряда от същия броненосец уцелват левия борд на нивото на жилищната палуба. Един от тях, без да детонира, пробива двата борда и пада в морето. Другият удря щит на 120-mm оръдие № 4 на батарейната палуба и взривява се предизвиква пожар, който детонира приготвени артилерийски изстрели. При взрива им поврежда двете палуби и предизвиква голям пожар. На мястото на взрива батарейната палуба се огъва надолу, а двете горни палуби – нагоре. В резултат на взрива загиват 28 души от екипажа и 68 са ранени. От десетте 120-mm оръдия на батарейната палуба четири са извън строя. Пожарът се появява точно над крюйткамерата. Бронята над нея се пропуква и намиращите се там младши офицер и матрос, през цепнатината виждат огъня. Със своите дрехи те запушват процепите на пробитата палуба отгоре, като така спасяват целия кораб от гибел след детонация на боеприпасите. С малокалибрени снаряди са повредени палубите, мачтата, лодките, на няколко места е пробит комина.
За да отстрани повредите, корабът излиза от боя. Пожарът е овладян. На мястото на убитите артилерийски разчети застъпват членовете на корабния оркестър. В хода на боя крайцерът е уцелен от поне 13 снаряда, като най-малко четири са 305-mm. Загубите сред екипажа са 57 убити и починали от раните си (в т.ч. три офицера) и 54 ранени (в т.ч. четири офицера).
Резултатите от действията и характера на получените повреди на „Мацушима“ в сражението при Ялу потвърждават на практика недостатъците на проекта, в т.ч. слабото брониране, ниската скорострелност на артилерията на главния калибър (в хода на боя „Мацушима“ и „Хашидате“ произвеждат по четири изстрела от 320-mm оръдия, „Ицукушима“ – пет, средна скорострелност около един изстрел на час).
След боя адмирал Ито с щаба на последната оцеляла лодка се прехвърля на най-малко пострадалия „Хашидате“, а „Мацушима“ поема към Куре за ремонт. В течение на 26 дена са запълнени пробойните, възстановени са парните магистрали, ремонтирани са оръдията, с изключение на временно сваленото носово 120-mm.
Към ноември „Мацушима“ се присъединява към главните сили, вземайки участие в обсадата Порт Артур и Уейхай. На 7 февруари 1895 г. в бой с бреговите батареи крайцерът получава две попадения. Един снаряд унищожава щурманската рубка и поврежда комина, втория се взривява над бронираната палуба в района на торпеден апарат. Двама души са ранени. На 12 февруари на борда на „Мацушима“ командващият Бейянския флот Дин Жучан (по други данни – негови пълномощници) подписват акта за капитулация на Уейхай.
1895 г. „Мацушима“ участва в превземането на Пескадорските острови и остров Тайван, в т.ч. на 13 октомври 1895 г. участва в бомбардировката на фортовете на Гаосюн.

### Междувоенен период
На 29 ноември 1897 г. до остров Шикоку броненосецът „Фусо“ от силен вятър е свален от котва. „Мацушима“, прави неудачна маневра и таранира дрейфуващия кораб. „Фусо“ потъва близо до плитководието и впоследствие е изваден.
1898 г. „Мацушима“ е прекласифициран на крайцер от 2-ри ранг.
От 3 май до 15 септември 1898 г., по време на испано-американската война, „Мацушима“ крейсира между Тайван и Манила, за подсигуряване на възможна защита на японците, живеещи във Филипините.
През април 1900 г. крайцерът взема участие в големи маневри на Императорския флот в състава на Блокиращата ескадра.
В периода 1900 – 1901 г. по време на потущаването на въстанието на ихетуаните „Мацушима“ съпровожда транспорти с японски войски, прехвърляни в Китай.
През февруари 1901 г. корабът преминава основен ремонт в Сасебо, в хода на който шестте огнетръбни котела са заменени с осем водотръбни котли система „Белвил“.
След смяната на котлите корабът влиза в състава на 4-ти учебен отряд за навигационна и артилерийска подготовка на курсанти.

През 1902 г. крайцерът има нов основен ремонт, по време на който малокалибрената артилерия е сменена с две 75-mm и 15 47-mm оръдия. 120-mm оръдия са преразпределени между палубите: на батарейната палуба са оставени по три оръдия на борд, по две оръдия на борд са пренесени ниво по-горе.
След ремонта „Мацушима“ се насочва към остров Минамитори в северозападната част на Тихия океан за потвърждението на неговата принадлежност към Япония, оспорвана от САЩ.
През 1903 г. „Мацушима“, с курсанти на борда, прави първото си далечно плаване към бреговете на Австралия.

### Руско-японска война
Преди началото на войната крайцерът „Мацушима“ влиза в състава на 5-и боен отряд на 3-та ескадра на Съединения флот. От 6 февруари 1904 г. крайцерът в състава на своя отряд пристъпва към стражева служба в Корейския пролив, базиран в залива Такешики (на остров Цушима).
На 1 май крайцерът в състава на отряда е задействан за конвоиране на транспортите, превозващи 2-ра японска армия, от края на май – участва в блокадата на Порт Артур.
На 5 юли „Чин Иен“ и „Мацушима“ безрезултатно обстрелват намиращите се в залива Тахе руски кораби „Новик“, „Гиляк“, „Гайдамак“ и „Всадник“.
На 26 юли „Мацушима“ в състава на отряда участва в престрелката с крайцера „Баян“.
На 8 август в състава на отряда участва в бой с руските кораби, обстрелващи японските сухопътни части, в т.ч. „Новик“, „Бобр“, „Гремящий“ и миноносци.
На 10 август „Мацушима“ в състава на отряда взема участие в боя в Жълто море. След боя към края на деня отрядът води наблюдение на руските кораби, връщащи се в Порт Артур, а „Мацушима“ се насочва към командващия Съединения флот с доклад за местонахождението на основната част на руската ескадра.
След края на обсадата на Порт Артур, на 2 февруари „Мацушима“ пристига в Хакодате и, след попълване на запасите си, от 12 февруари започва крейсиране в източната част на Сангарския пролив. В хода на това е задържан и насочен в Хакодате английският параход „Истрия“ с товар въглища (впоследствие по решение на призовия съд корабът е освободен). На 28 февруари „Мацушима“ опитва да се приближи за проверка към забелязан до остров Кунашир заклещен в ледовете параход, но от леда е счупена една от лопатките на десния винт, и има вдлъбнатини по обшивката на корпуса. На 1 март крайцерът е принуден да се насочи за ремонт в Хакодате, без да дочака смяната си. Ремонтните работи се провеждат от март до април 1905 г. в Сасебо.
На 27 май 1905 г. в Цушимското сражение „Мацушима“ действа в състава на 5-и боен отряд. След откриването на руската ескадра от спомагателните крайцери, тръгвайки от стоянката си в залива Одзаки на остров Цушима, отрядът открива противника около 08:00 и започва наблюдение. След началото на боя на главните сили 5-и отряд получава заповед да атакува ариегарда на врага, но поради димна завеса губи контакта и може да започне боя с руските крайцери едва около 16:30 – 16:40. „Мацушима“ открива огън по крайцерите „Олег“ и „Аврора“ в 17:08 на дистанция около 7000 метра. В хода на боя в „Мацушима“ попада един снаряд, раняващ един матрос и повреждащ рулевото управление. В резултат крайцерът излиза от боя и се присъединява към своя отряд след отстраняване на повредите, вече след края на дневния бой. На 28 май, около 05:20, 5-ти отряд открива плаващия в посока Владивосток отряд на контраадмирал Николай Иванович Небогатов, като съоибщава за това на командващия.
След сражението, на 30 май, с попълнени запаси, „Мацушима“ в състава на отряда продължава дозорната служба в Корейския пролив.
На 14 юни всички кораби на типа „Мацушима“ влизат в сформирания 8-ми боен отряд на 4-та ескадра.
От 17 до 20 юни крайцерът носи дозорна служба в Корейския пролив. От 19 юни в състава на своя отряд влиза в състава на северната ескадра, предназначена за превземането на остров Сахалин.
На 20 юни „Мацушима“ пристига в Оминато за носене на дозорна служба в Сангарския пролив и Курилските острови.
На 4 юли „Мацушима“ с отряда отплава от Оминато в състава на конвоя на първи десантен ешелон на 13-а пехотна дивизия Харагути.
Сутринта на 7 юли личният състав на крайцера взема участие в десанта за превземане на плацдарм до селото Мерея, след което започва десанта на подразделенията на сухопътните войски.
На 13 август „Мацушима“, под флага на вицеадмирал Дева Сигето, с „Хашидате“ и „Окиношима“ тръгва от Хакодате през Корсаков към Александровск-Сахалинский (пристига на 31 август).
През септември – октомври „Мацушима“ се насочва в Сасебо за ремонт.

### Край на службата
След края на войната „Мацушима“ отново започва да се използва като учебен кораб, прави в 1906, 1907 и 1908 г. плавания към бреговете на югоизточна Азия и Австралия.
На 30 април 1908 г., при завръщането си от учебен поход, на намиращия се в залива Мако на остров Тайван крайцер избухва взрив на барутно-зарядния погреб. Корабът се накренява на десния борд и потъва с кърмата надолу. Загиват 206 души, вкл. 32 курсанта. Достоверно не е установена причината за взрива. По резултати на направеното разследване взривът е отнесен към неправилни действия на екипажа.
На 31 юли 1908 г. „Мацушима“ е изключен от списъка на корабите на японския флот. По-късно на мястото на гибелта му остатъците от корпуса му са извадени и предадени за скрап.
В памет на крайцера „Мацушима“, снаряд на 320-mm му оръдие, изваден при разглобяването на кораба, е поставен в храма Омидо дзи в селището Михама префектура Айчи, на морското гробище в Сасебо, префектура Нагасаки, като паметник на загиналите моряци.

## Галерия
- Офицери на крайцера при оръдието на главния калибър, 1895 г.
- Крайцерът „Мацушима“ на парад, 1896 г.
- Крайцерът „Мацушима“ на пощенска картичка, 1905 г.